# ヨハン・エイクマン

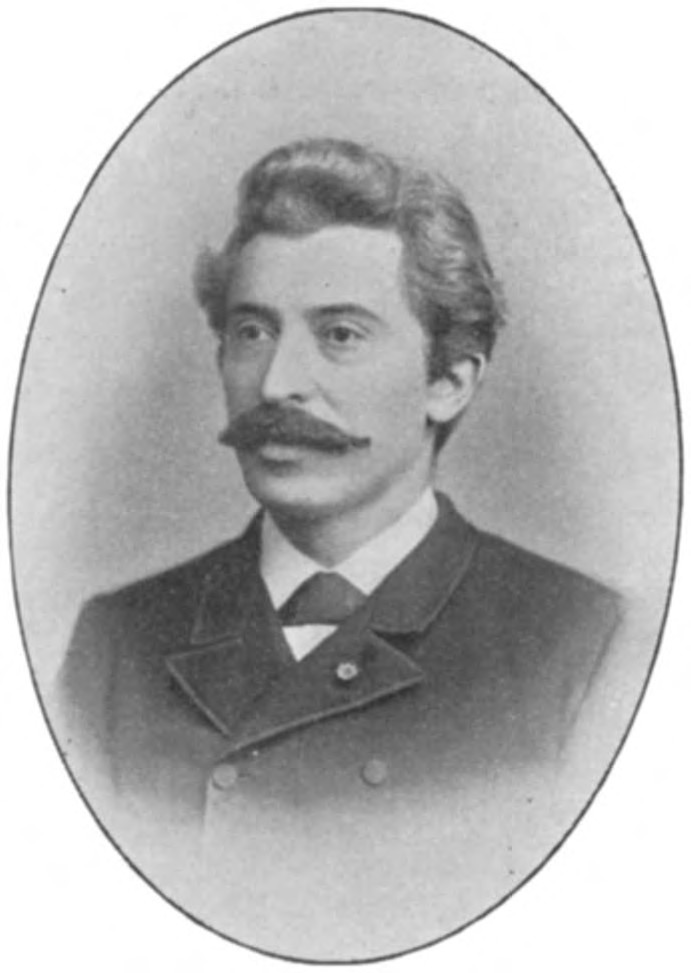
ヨハン・エイクマン

ヨハン・フレデリック・エイクマン（Johann Frederik Eijkmann、Eykmanとも、1851年1月19日-1915年7月1日）は、オランダ人の薬学者、化学者。明治時代に来日し、植物成分の研究に有機化学と栄養分析の手法を導入し、日本の薬学における新分野の基礎を築いた。エーキマンとも呼ばれる。

## 略歴
エイクマンは、1851年、教育者の子としてオランダのヘルダーラント州ネイケルクに生まれる。18歳で薬局見習生の試験に合格、薬局、化学試験所などを経て、24歳のときにライデン大学に入学、分析化学等を学んだ。
明治10年（1877年）2月、エイクマンは日本の内務省衛生局の招きに応じて来日、長崎司薬場の監督に着任し、薬品試験の実務および指導を行った。明治12年（1879年）3月、東京司薬場（現国立医薬品食品衛生研究所の前身）に着任後、日本国民の栄養状態を改善するため食品の成分分析に着目し、日本における同分野の研究を開拓した。明治14年（1881年）、東京大学医学部製薬学科教師ランガルト（A. Langgaard）の後任教師となって、製薬学、化学、薬剤学などを担当した。当時、日本産の薬用植物や有毒植物の成分研究にも力を注ぎ、アセビ、ハシリドコロ、チャンパギク、クサノオウ、ナンテン、コクサギなど多くの研究結果を発表し、1883年に Phytochemische Notizen ueber einige Japanische Pflanzen. を刊行している。明治18年（1885年）には、シキミの果実から多くの植物成分の前駆物質であるシキミ酸 (Shikimic acid) を発見している。

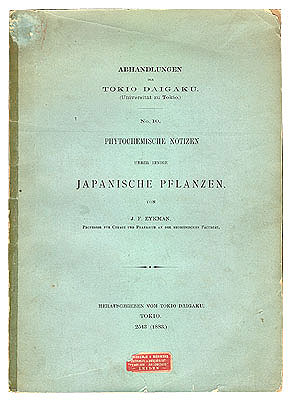
Phytochemische Notizen ueber einige Japanische Pflanzen.の表紙

また、エイクマンは明治14年（1881年）1月、ゲールツ、ランガルト、柴田承桂らとともに初版の日本薬局方編集委員に任命され、ドイツ語草案作成に携わった。特に、ランガルトが帰国し、ゲールツ没後（1883年）はエイクマンが独力でドイツ語草稿を修正し、『日本薬局方』完成に大きく貢献した。同草案は、日本文、ラテン文、ドイツ文が明治18年（1885年）8月に完成、初版『日本薬局方』は明治19年（1886年）6月25日に公布されるに至る。また、内務省衛生局はエイクマンに依頼していた原稿を翻訳し、『日本薬局方註釋』を明治23年（1890年）に刊行した。
彼は、健康上の理由から明治18年（1885年）9月に帰国の途につき、同年10月から1886年2月までジャワ島に滞在した後、オランダに帰国した。後にアムステルダム大学の教授に就任。1887年と1890年には、オランダ人学者M.グレッショフとともに、後にレセルピン起原植物として知られることになるインドジャボクの根の効用について報告している。

## 受勲
明治18年（1885年）9月5日　-　勲四等旭日小綬章

## 家族
弟は、ビタミンの発見でノーベル生理学・医学賞を受賞（1929年）した医師クリスティアーン・エイクマン（Christiaan Eijkmann）である。